# The Picture of Dorian Gray (1916)
The Picture of Dorian Gray é um filme mudo britânico de 1916, do gênero suspense, dirigido por Fred W. Durrant e estrelado por Henry Victor, Pat O'Malley e Sydney Bland., com roteiro baseado no romance homônimo de Oscar Wilde.